# Großer Preis von Katar
Als Großer Preis von Katar werden seit 2021 Rennen zur Formel-1-Weltmeisterschaft auf dem Losail International Circuit in Doha ausgetragen.

## Geschichte
Aufgrund der grassierenden COVID-19-Pandemie wurden verschiedene Rennen der Formel-1-Weltmeisterschaft 2021 abgesagt oder verschoben. Im September 2021 gaben die Veranstalter der Formel-1-Weltmeisterschaft bekannt, dass der Große Preis von Katar als Ersatz für den Großen Preis von Australien am 21. November 2021 stattfinden soll. Das Rennen wird als Nachtrennen auf dem Losail International Circuit ausgetragen.
Des Weiteren wurde bekannt gegeben, dass ab der Formel-1-Weltmeisterschaft 2023 für zehn Jahre ein Großer Preis von Katar ausgetragen werden soll. Das Jahr 2022 wurde bewusst wegen der stattfindenden Fußball-Weltmeisterschaft 2022 im selben Land ausgelassen. Für die Austragung ab 2023 war ursprünglich der Bau einer neuen Rennstrecke geplant, im Rennkalender 2023 wurde später jedoch erneut der Losail International Circuit berücksichtigt.

## Ergebnisse
| Auflage | Jahr | Strecke                     | Sieger                         | Zweiter                                | Dritter                          | Pole-Position                  | Schnellste Runde                       |
| ------- | ---- | --------------------------- | ------------------------------ | -------------------------------------- | -------------------------------- | ------------------------------ | -------------------------------------- |
| 01      | 2021 | Doha                        | Lewis Hamilton (Mercedes)      | Max Verstappen (Red Bull Racing-Honda) | Fernando Alonso (Alpine-Renault) | Lewis Hamilton (Mercedes)      | Max Verstappen (Red Bull Racing-Honda) |
|         | 2022 | kein Großer Preis von Katar | kein Großer Preis von Katar    | kein Großer Preis von Katar            | kein Großer Preis von Katar      | kein Großer Preis von Katar    | kein Großer Preis von Katar            |
| 02      | 2023 | Doha                        | Max Verstappen (Red Bull-RBPT) | Oscar Piastri (McLaren-Mercedes)       | Lando Norris (McLaren-Mercedes)  | Max Verstappen (Red Bull-RBPT) | Max Verstappen (Red Bull-RBPT)         |
| 03      | 2024 | Doha                        | Max Verstappen (Red Bull-RBPT) | Charles Leclerc (Ferrari)              | Oscar Piastri (McLaren-Mercedes) | George Russell (Mercedes)      | Lando Norris (McLaren-Mercedes)        |